# Nkamba
Nkamba est une localité du territoire de Mbanza-Ngungu de la province du Kongo central en République démocratique du Congo. Elle est connue pour être la ville de naissance de Simon Kimbangu, le père du kimbanguisme.

## Géographie
Elle est située à 68 km au nord-ouest du chef-lieu territorial Mbanza-Ngungu.

## Histoire
La localité est le lieu de naissance en 1887 de Simon Kimbangu et la source du kimbanguisme. Elle est donc pour les Kimbanguistes, le principal haut lieu de spiritualité et accueille leur principal temple ; les kimbanguistes la désignent comme la « Nouvelle Jérusalem ».

## Société
Près du temple se trouve le mausolée du fondateur Papa Simon Kimbangu et de son épouse Maman Mwilu Kiawanga Marie, ainsi que leurs trois fils, Papa Kisolokele Lukelo Charles, Papa Dialungana Kiangani Salomon et Papa Diangienda Kuntima Joseph.